# XL航空 (ドイツ)
XL航空 (ドイツ)（XL Airways Germany）は、かつて存在したフランクフルト空港を拠点としていたドイツのチャーター航空会社。XL German Airways、Star XL German Airwaysと呼ばれたこともある。同じくかつて存在したフランス・イギリスの同名の会社とは姉妹会社である。
2006年1月にイギリスのXLレジャーグループ(en:XL Leisure Group)の子会社として創立した。2012年に破産申請し運航停止、翌2013年に解散した。
運航に使用されているのは以下の機材である。
- エアバスA320-200 1機
- ボーイング737-800 2機 (ガルフエア便として運航)

## 墜落事故

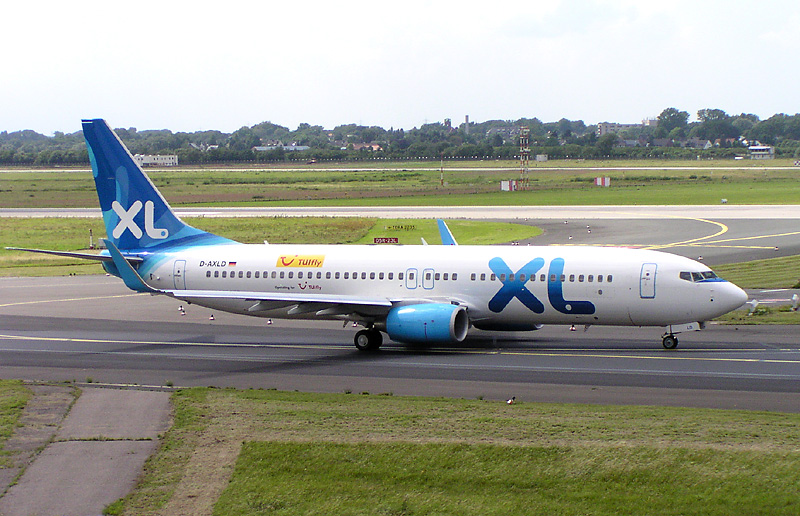
XL航空のボーイング737-800

XL航空は2008年11月27日に墜落事故を起こした。
この事故ではXL航空のパイロット2人と搭乗していたニュージーランド航空のパイロット1人、整備士3人、ニュージーランド民間航空局の技官1人の計7人全員の死亡が確認されている。